# Iglesia Matriz de San Nicolò y Santissimo Salvatore

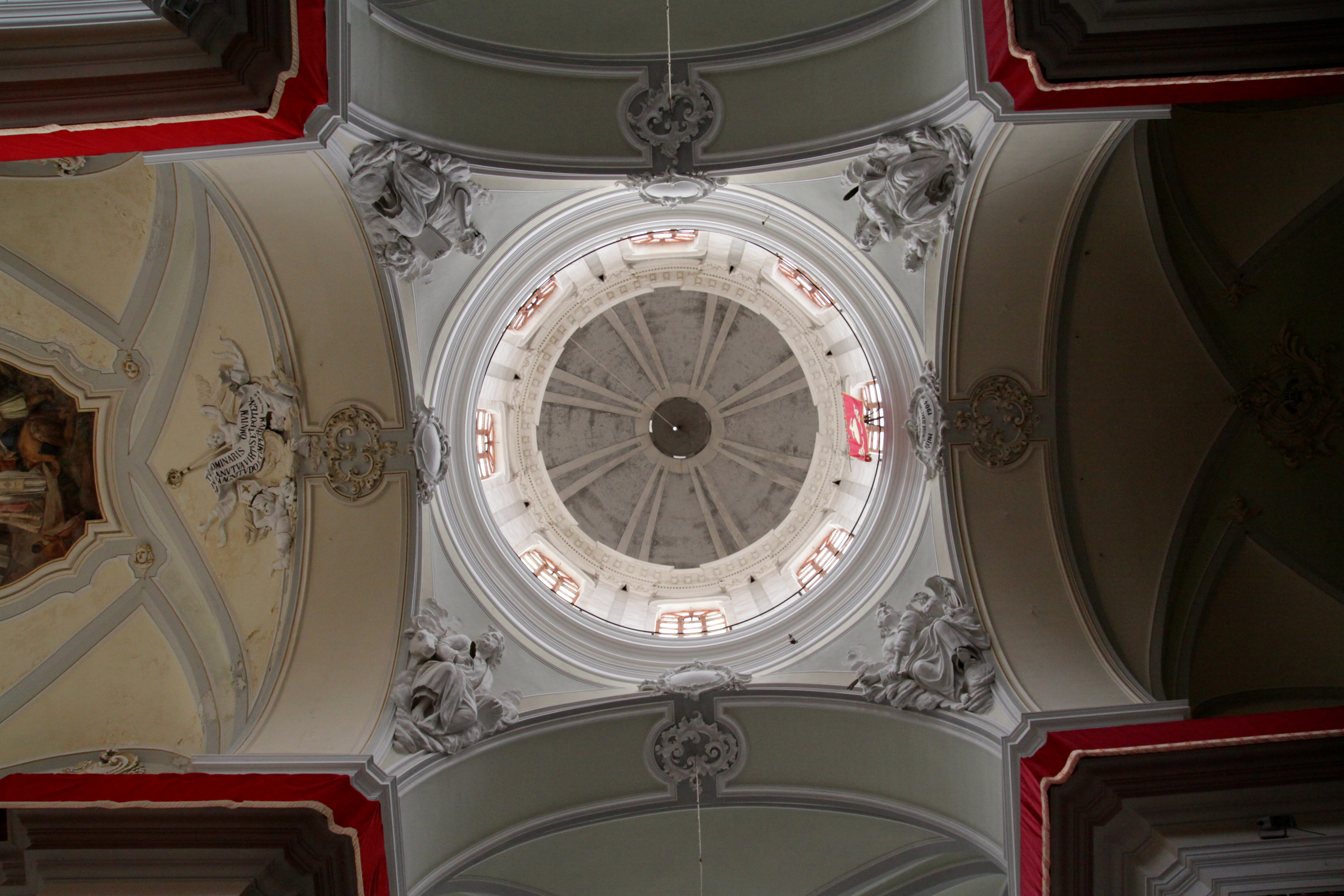
Detalle del crucero con la cúpula.

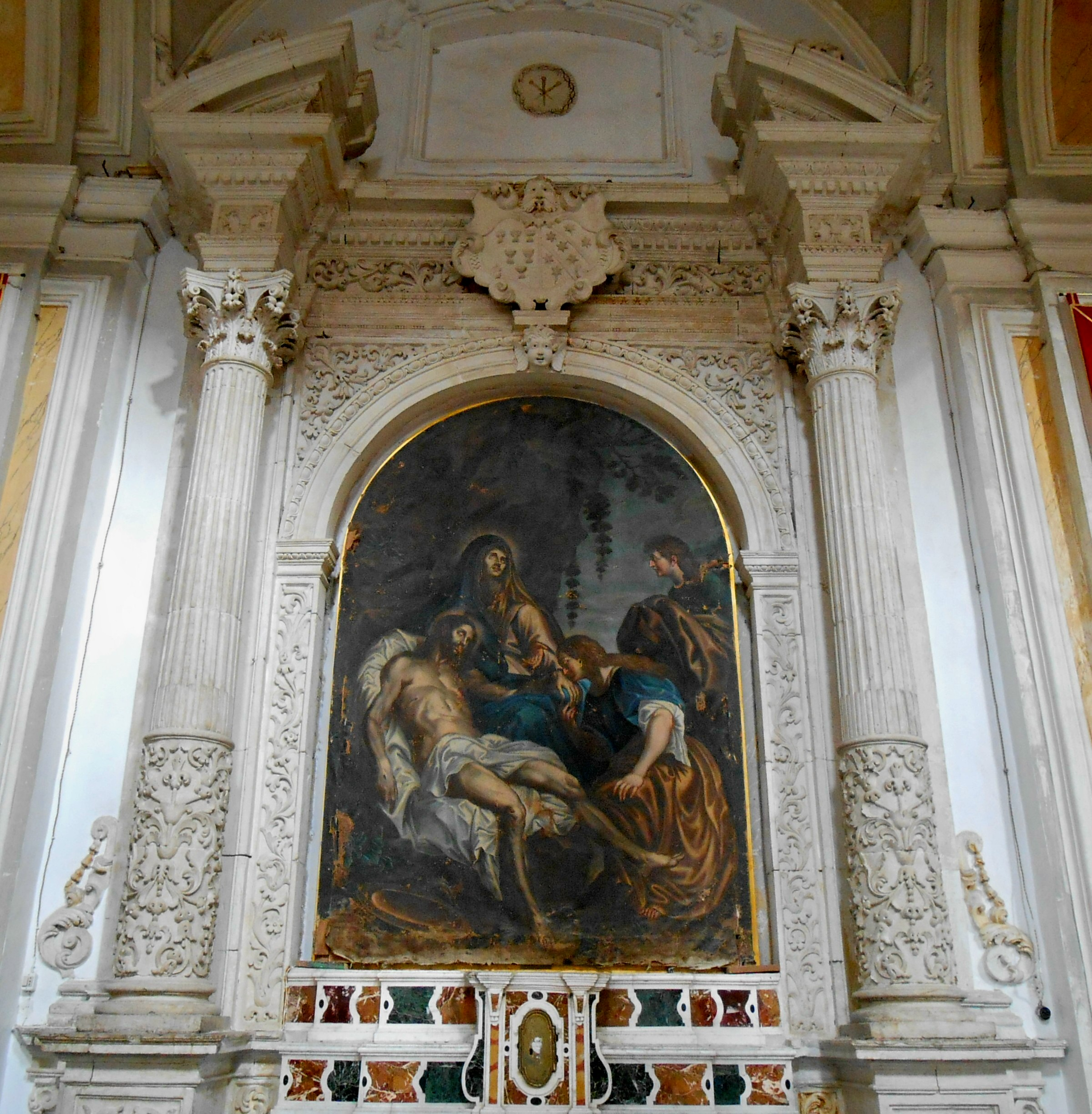
Capilla Primitiva de la Piedad, hoy Capilla de Santa Rita.

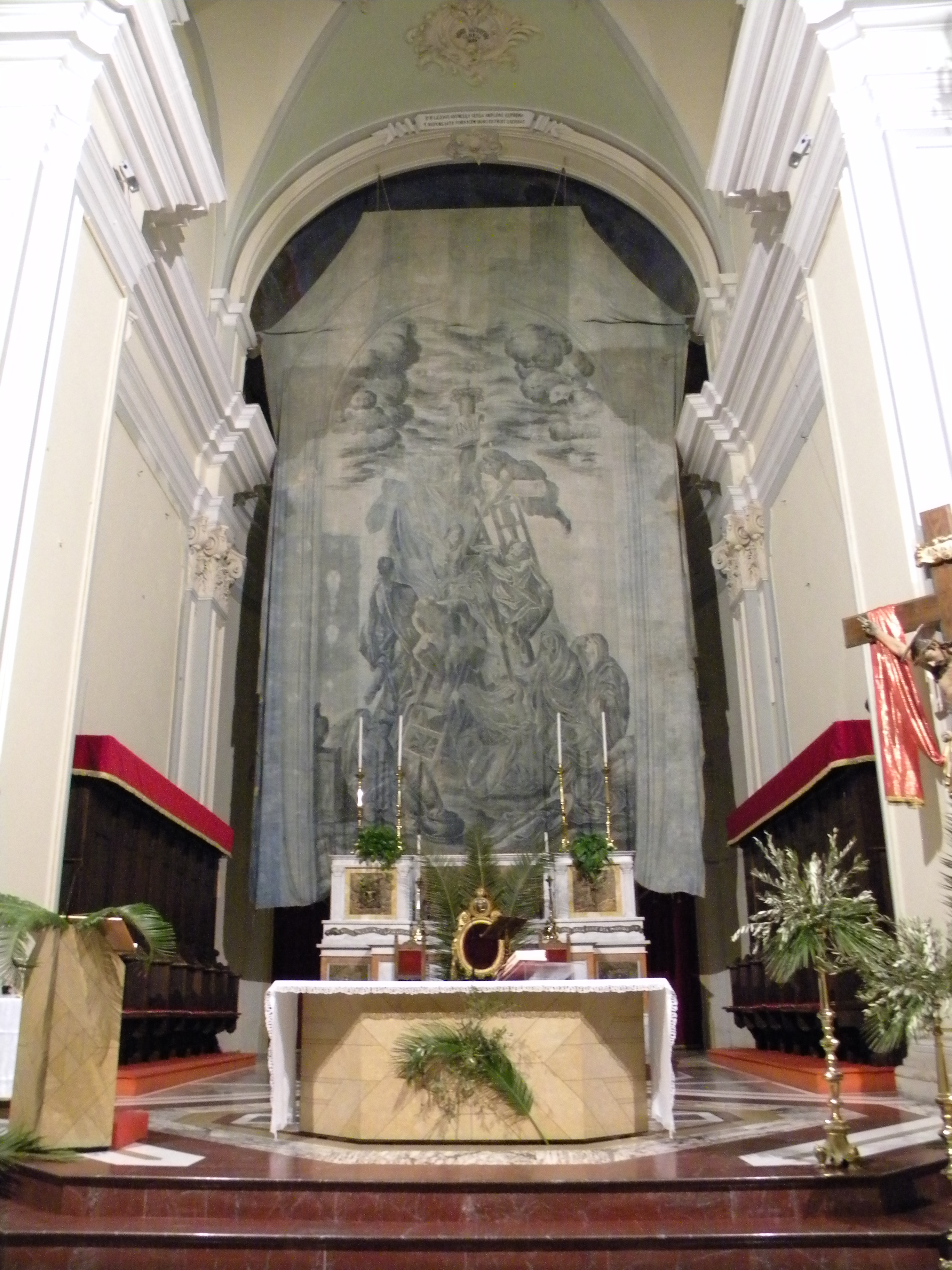
A Tila.

La iglesia madre de San Nicolò y Santissimo Salvatore es la iglesia madre de Militello in Val di Catania.

## Historia

### Era aragonesa-española
La iglesia madre primitiva y principal lugar de culto de la ciudad patrocinado por las familias Barresi - Branciforte es la Iglesia madre de San Nicolò il Vecchio. El largo enjambre sísmico conocido como Magnus Terremotus en tierras de Xiclis daña parcialmente el monumento que será objeto de largas obras de ampliación y mejora en varias ocasiones. El centro monumental fue totalmente destruido por el terremoto de Val di Noto de 1693, despojándose progresivamente desde el siglo XVIII de materiales de construcción, mobiliario y obras de arte, para la construcción y embellecimiento de la nueva Matrix.

### Era borbónica
Durante el largo período de reconstrucción, fue la iglesia de la Madonna della Catena la que asumió las funciones de iglesia madre, más tarde de la iglesia de San Sebastiano. El 6 de diciembre de 1721, 28 años después del trágico suceso, se colocó la primera piedra de la nueva fábrica.
Edificio de perfil amplio y esbelto, construido a partir de 1721, en sustitución de la antigua matriz (hoy llamada San Nicolò el Viejo), abierto al culto en 1740. En 1750 se completó el primer orden de la fachada, diseñado por el arquitecto Girolamo Palazzotto, mientras que en 1765 el segundo orden y el campanario con cúpula de estilo oriental fueron construidos por el famoso arquitecto de Catania Francesco Battaglia .

### Era contemporánea
A finales del siglo XIX se amplió con la construcción del crucero y el ábside, en 1904 se levantó la cúpula sobre un tambor alto con grandes ventanales, primera obra de hormigón armado en el este de Sicilia, de 30 metros de altura, cuyo modelo por su originalidad recibió el primer premio en la Exposición Internacional de París de 1900.
Después del terremoto del 13 de diciembre de 1990, también conocido como terremoto de Santa Lucía, la iglesia pasó por largos trabajos de consolidación estructural y restauración.
El 28 de junio de 2002 el monumento fue incluido por la UNESCO como patrimonio de la humanidad .
En 2022 fue elevada a Basílica Pontificia Menor.

## Fachada
La fachada tardobarroca de la iglesia, marcada por ocho grandes pilastras de altas basas y capiteles corintios, incluye la portada central (recuperada del altar mayor de la antigua matriz) con columnas pareadas y tímpano de arco quebrado y las dos puertas laterales, conocido como el sol y la luna, rematado por rosetones.

## Interior
El interior de la iglesia, en forma de cruz latina, tiene tres naves divididas por cinco arcos sostenidos por doce pilares con capiteles jónicos, decorados con refinados estucos del siglo XVIII a los que se añaden las estatuas de los cuatro evangelistas con penachos de la cúpula, creada por el escultor catanés Giuseppe D'Arrigo. En 1950, los frescos de la bóveda y el ábside fueron creados por su compatriota Giuseppe Barone, que representan escenas de la vida de San Nicolás y los gloriosos misterios de Jesús: los Tres Dones de San Nicolás, la Historia de San Nicolás y la Apoteosis del Santísimo. Santísimo Salvador - obras terminadas en la bóveda y en el ábside.

### Nave derecha
- Primer tramo: Capilla de San Gerardo Maiella, primitiva Capilla de Sant'Andrea . La antigua pintura que representa a Sant'Andrea en la reconversión del título fue reemplazada por la estatua de papel maché que representa a San Gerardo Maiella . En la sala hay un ciclo de frescos sobre episodios de la vida del Redentorista: Milagro de San Gerardo, Ascensión de San Gerardo, Comunión de San Gerardo, Muerte de San Gerardo, obras creadas por Giuseppe Barone en 1921.
- Segundo tramo: Capilla de Sant'Antonio di Padova, primitiva Capilla de Sant'Eligio. En el museo se conservan restos de la primitiva iglesia madre, la estatua que representa a Sant'Eligio. La hornacina alberga la estatua de madera del siglo XVII que representa a San Antonio de Padua.
- Tercer tramo: Capilla de María Santísima del Carmelo, primitiva Capilla de San Nicola di Bari . Desde 1906 el entorno está dedicado a la Virgen del Carmelo.
- Cuarto tramo: Capilla de Santa Rita, primitiva Capilla de Maria Santissima dei Sette Dolori o Cappella della Pietà . Objeto de mármol del siglo XVII procedente de la iglesia de San Nicolò el Viejo. El alzado está formado por columnas con capiteles corintios que tienen la parte inferior del fuste decorada con relieves arabescos, estrías de estilo dórico en la parte superior. Tímpano con arcos quebrados, superpuestos y simétricos con escudo en el marco, edículo intermedio y representación de los Tres Clavos de la Crucifixión. Una decoración elegante y refinada delimita el nicho. Originariamente la sala albergaba el grupo de madera de la Piedad con la estatua del Cristo Muerto del siglo XVIII, actualmente conservado en el Museo. La hornacina estaba rodeada por un lienzo del siglo XVIII que representaba la Piedad o Deposición de la Cruz, atribuida a Scirè. Desde 1950c. Aproximadamente alberga la estatua que representa a Santa Rita da Cascia.
- Quinto tramo: Capilla de la Virgen de Pompeya, primitiva Capilla de San Francisco de Sales . En la hornacina se encuentra el grupo de papel maché de la escuela de Lecce que representa a la Virgen del Rosario rodeada por San Domenico di Guzmán y Santa Caterina d'Alessandria arrodilladas, todo el artefacto mural está delimitado por los pequeños cuadrados que reproducen los 15 misterios del Rosario.

### Nave izquierda
- Primer tramo: Baptisterio delimitado por cancela de hierro forjado y pila bautismal de mármol de Carrara con cúpula de bulbo de madera.
- Segundo tramo: Capilla de la Sagrada Familia, primitiva Capilla de la Madonna delle Grazie. Altar con hornacina que contiene la Sagrada Familia, grupo escultórico napolitano de 1748.
- Tercer tramo: Capilla del Sagrado Corazón de Jesús. Altar de mármol policromado, la hornacina alberga la estatua de madera que representa el Sagrado Corazón de Jesús, obra de Girolamo Bagnasco.
- Cuarto tramo: Capilla de Santa Lucía. Altar de mármol policromado y hornacina que contiene la estatua de Santa Lucía, virgen y mártir del siglo XVII, obras procedentes de la antigua matriz.
- Quinto tramo: Capilla del Santo Crucifijo. Entorno recuperado desde 1992 utilizado como paso y reconvertido en capilla votiva. En la pared hay un crucifijo del siglo XVII de un artista desconocido, bordeado en la parte inferior por dos ángeles de escuela romana con velas.

## Museo
Desde 1981, las salas subterráneas de las antiguas criptas del cementerio de la iglesia albergan el 'Museo de Arte Sacro de San Nicolò,  una importante institución museística que conserva y muestra al público notables obras de arte y mobiliario sacro de la iglesia madre y sus iglesias ramas.